# Knićanin

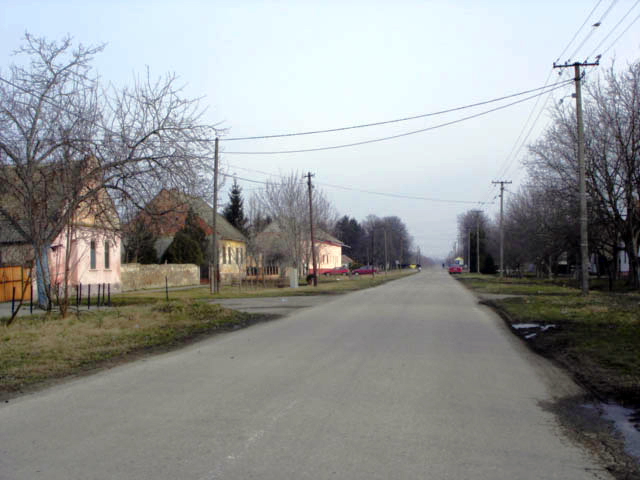
Die Hauptstraße von Knićanin

Knićanin (Книћанин, deutsch Rudolfsgnad, ungarisch Rezsőháza) ist ein Dorf mit 1753 Einwohnern im Okrug Srednji Banat in der Vojvodina, Serbien.

## Name
Der Ort ist benannt nach dem Wojwoden Stevan Knićanin, dem Kommandanten der serbischen Freiwilligentruppen in der Revolution von 1848/1849.
Der deutsche Ortsname wurde zu Ehren des österreichisch-ungarischen Kronprinzen Rudolf gewählt. Gegründet wurde die Ortschaft von Deutschen im Überschwemmungsgebiet der Theiß. Das Gründungsfest fand am 2. April 1866 statt. Zu den ersten Aufgaben der Ortsbewohner gehörte das Bauen der Dämme gegen die Fluten der Theiß. Die Überschwemmung von 1867 führte beinahe zum Abbruch der Bemühungen der Bewohner. Danach wurden die Dämme erhöht, sodass die Überschwemmung von 1876 durch Aufnahme eines Kredits von 24.000 Gulden bewältigt werden konnte. Nach einem Hochwasser 1907 wurde im gleichen Jahr eine leistungsfähigere Pumpe in das Dammsystem eingebaut.
1911 erhielt die Gemeinde im Rahmen der Magyarisierung den Namen Rezsöháza (dt. Rudolfshaus), da sie im ungarischen Teil Österreich-Ungarns lag. Von 1918 bis 1924 kehrte die Verwaltung zurück zum deutschen Ortsnamen. 1924 wurde der Ort Knićanin genannt. Nach der deutschen Besetzung Jugoslawiens 1941 wurde wieder der deutsche Name eingeführt. Seit Oktober 1944 heißt er wieder Knićanin.

## Donauschwaben

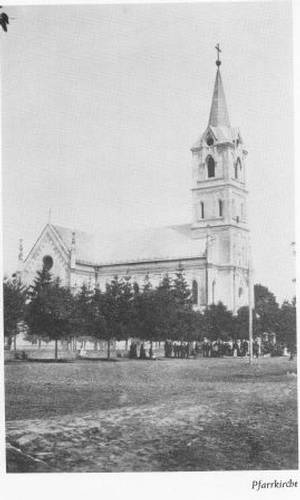
Ehemalige katholische Kirche Auferstehung Jesu in Rudolfsgnad aus Jahr 1877

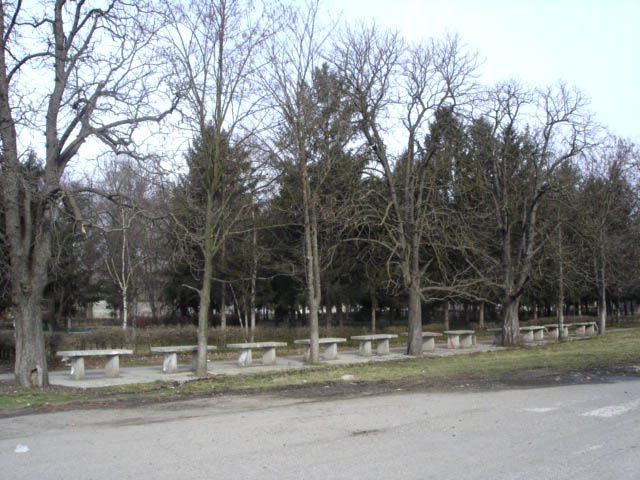
Park im Ortszentrum, ehemaliger Standort der 1948 abgerissenen Kirche.

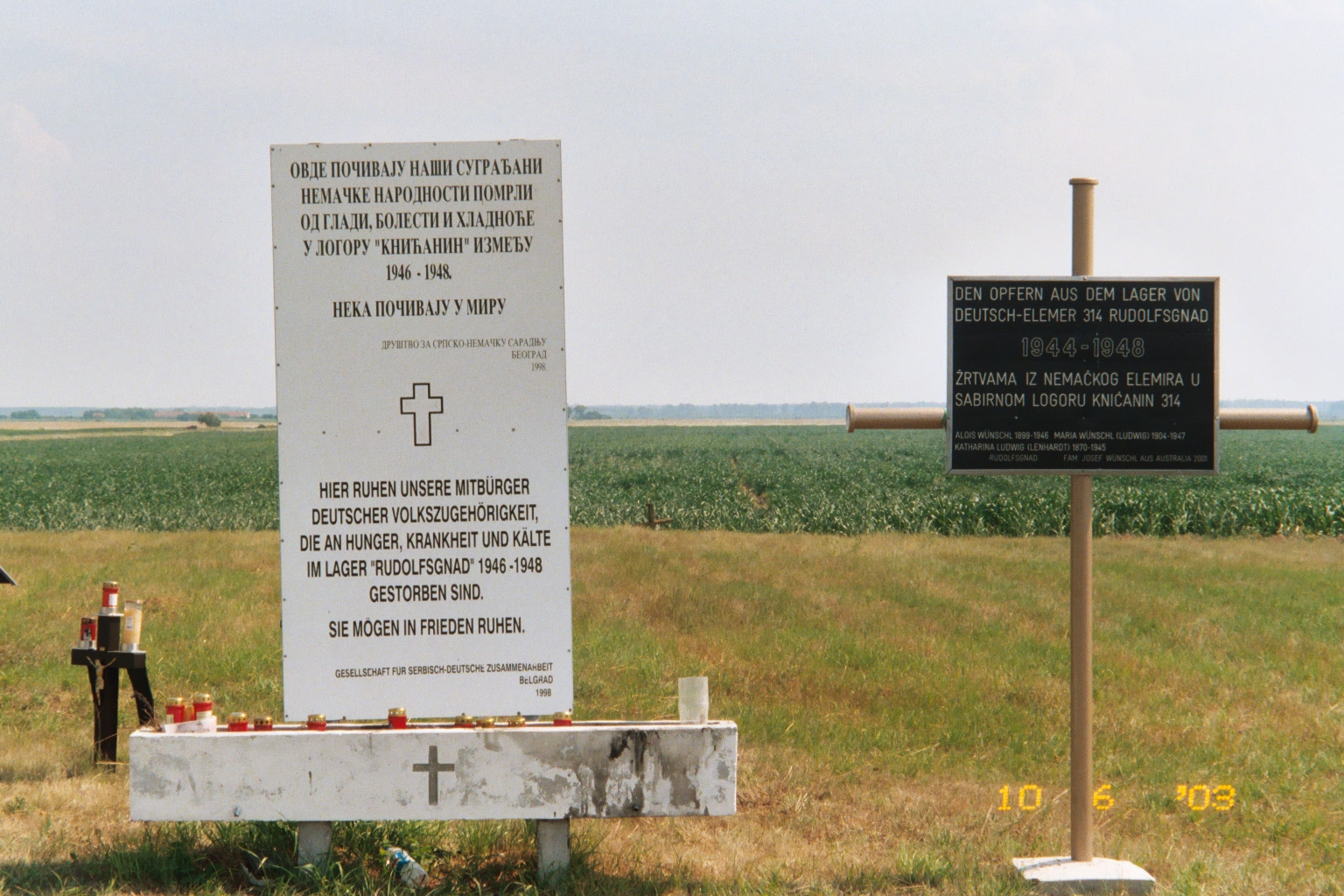
Gedenkstätte am Rande des Massengrabs des Lagers Knićanin (Rudolfsgnad)

Vor Ende des Zweiten Weltkrieges war der Ort überwiegend von ethnisch Deutschen (Donauschwaben) besiedelt, die ab 1944 vertrieben oder ermordet wurden. Die Einwohnerzahl betrug im Mittel ab etwa 1890 ungefähr 3000 Personen.
Die Flucht der Deutschen vor der heranrückenden Roten Armee sowie den kommunistisch dominierten Partisanen begann am 3. Oktober 1944. Die deutsche Wehrmacht sprengte bei ihrem Rückzug den Kirchturm der Rudolfsgnader Kirche, um den Verfolgern keine Beobachtungspunkte zu ermöglichen.

## Lager Rudolfsgnad
In Knićanin bestand von 1945 bis 1948 ein sogenanntes „Arbeitslager“, in welchem hauptsächlich volksdeutsche Frauen, Kinder und Ältere untergebracht waren. Das Lager verzeichnete in diesem Zeitraum insgesamt ca. 33.000 Insassen, von denen nachweislich 9500 dort gestorben sind, wobei es auch nicht bestätigte Schätzungen von bis zu 13.000 Toten gibt. Hauptsächliche Todesursachen waren Hunger und Krankheiten wie Fleckfieber und Typhus. Vierzehn Erschießungen sind belegt, nach Augenzeugenberichten soll die tatsächliche Anzahl weit darüber liegen. Des Weiteren wird von Vergewaltigungen und anderen Misshandlungen berichtet. Auf der "Teletschka", einem kleinen Feld am Ortsrand sind in einem – inzwischen zum Friedhof geweihten – Massengrab ca. 9000 Tote begraben. Weitere 3000 Opfer sollen auf dem ehemaligen Dorffriedhof ruhen. 1998 wurden dort von der Belgrader "Gesellschaft für serbisch-deutsche Zusammenarbeit" als Mahnmal zwei Gedenktafeln errichtet. Das Lager Rudolfsgnad wurde 1948 u. a. auf Druck des Roten Kreuzes und des Vatikans aufgelöst.
Eine der wenigen autobiografischen Beschreibungen des Lagers Rudolfsgnad stammt von Maria Horwath-Tenz. Dazu existiert ein Radio-Feature von Heide Schwochow, das 1993 im Deutschlandfunk gesendet wurde.
Rudolfsgnad ist Patengemeinde der deutschen Gemeinde Leutenbach, in der viele ehemalige Bewohner und Gefangene Rudolfsgnads eine neue Heimat gefunden haben. Die Mehrheit der Einwohner in Knićanin besteht heute aus Serben.

## Persönlichkeiten
- Henrik Werth (1881–1952), ungarischer Offizier

## Belege
1. ↑  Popis stanovništva 2011 god., S. 112
2. ↑  Baron, Lorenz: Rudolfsgnad – das Dorf meiner Jugend. Eugen-Verlag, München, 1995.
3. 1 2 3  Völkermord der Tito-Partisanen 1944-1948, Österreichische Historiker-Arbeitsgemeinschaft für Kärnten und Steiermark, Graz, 1990, ISBN 3-925921-08-7, S. 169ff
4. 1 2 3  Leidensweg der Deutschen im kommunistischen Jugoslawien, Band 3, Donauschwäbisches Archiv München, 1995, ISBN 3-926276-21-5, S. 234ff
5. 1 2  Stefanovic, Nenad, Ein Volk an der Donau, Donauschwäbische Kulturstiftung, München, 1999, ISBN 3-926276-41-X, S. 84ff
6. ↑  Sper, Darko: Vojvodina Germans Seek Moral and Cultural Rehabilitation (DOC-Datei; 43 kB)
7. ↑  Owen, Luisa Lang: Casualty of War: A Childhood remembered. Texas A&M University Press, 2003, ISBN 1-58544-212-7
8. ↑  Donauschwaben hoffen auf Papst-Besuch bei Gräbern (Memento des Originals vom 13. September 2014 im Internet Archive)  Info: Der Archivlink wurde automatisch eingesetzt und noch nicht geprüft. Bitte prüfe Original- und Archivlink gemäß Anleitung und entferne dann diesen Hinweis. (PDF; 1,46 MB)
9. ↑  Horwath-Tenz, Maria: Marias Mädchenjahre. Oswald-Hartmann-Verlag, 2005, ISBN 3-925921-58-3
10. ↑  Schwochow, Heide: Bitteres Schweigen. Deutschlandfunk, 1993
11. ↑  Gemeinde Leutenbach

Koordinaten: 45° 11′ N, 20° 19′ O